# Triaenobunus
Genre
Synonymes
- Peckhamius Roewer, 1915

Triaenobunus est un genre d'opilions laniatores de la famille des Triaenonychidae.

## Distribution
Les espèces de ce genre se rencontrent en Australie et en Nouvelle-Zélande.

## Liste des espèces
Selon World Catalogue of Opiliones (24/05/2021) :
- Triaenobunus armstrongi Forster, 1955
- Triaenobunus asper Hickman, 1958
- Triaenobunus bicarinatus Sørensen, 1886
- Triaenobunus cornutus Hickman, 1958
- Triaenobunus groomi Forster, 1955
- Triaenobunus hamiltoni Phillipps & Grimmett, 1932
- Triaenobunus inornatus Hickman, 1958
- Triaenobunus mestoni Hickman, 1958
- Triaenobunus minutus Forster, 1955
- Triaenobunus montanus Hickman, 1958
- Triaenobunus pectinatus Pocock, 1903
- Triaenobunus pescotti Forster, 1955
- Triaenobunus pilosus Hickman, 1958
- Triaenobunus woodwardi Forster, 1955

## Publication originale
- Sørensen, 1886 : « Opiliones. » Die Arachniden Australiens nach der Natur beschrieben und abgebildet, p. 53–86.